# Heliconius magdalena
Heliconius magdalena är en fjärilsart som beskrevs av Bates 1864. Heliconius magdalena ingår i släktet Heliconius och familjen praktfjärilar. Inga underarter finns listade i Catalogue of Life.